# جوزيف ماكغي
جوزيف ماكغي (بالإنجليزية: Joseph McGhee)‏ هو محامي أمريكي، ولد في 6 أكتوبر 1872 في كالتون في الولايات المتحدة، وتوفي في 27 نوفمبر 1951 في كولومبوس في الولايات المتحدة.